# Хіба що небеса знають, містер Еллісон
Хіба що небеса знають, містер Еллісон (англ. Heaven Knows, Mr. Allison) — воєнний фільм 1957 року, знятий з використанням технологій DeLuxe Color та CinemaScope, про двох людей, які під час Другої світової війни опинилися на окупованому японцями острові в Тихому океані .
Фільм режисера Джоном Г'юстоном та сценариста Джона Лі Магіна є адаптацією однойменного романа Чарльза Шоу 1952 року. Дебора Керр була номінована на премію «Оскар» за найкращу жіночу роль, а фільм отримав номінацію за найкращий адаптований сценарій.
Зйомки фільму проходили на островах Тринідад і Тобаго. Пізніше продюсер Юджин Френке зняв малобюджетну варіацію цієї історії під назвою «Черниця і сержант» (1962) зі своєю дружиною Анною Стен у головній ролі.

## Сюжет
В 1944 році, у південній частині Тихого океану капрал морської піхоти США Еллісон та його розвідувальна група висаджуються з підводного човна ВМС США, але в цей же час їх виявляють та обстрілюють японці. Капітан підводного човна змушений пірнути та залишити розвідну команду. Еллісону на гумовому плоті вдається допливти до найближчого острова за кілька днів. Він знаходить занедбане поселення та каплицю з одним мешканцем: сестрою Анжелою, ірландською черницей-початківцем, яка ще не прийняла останніх обітів. Вона живе на острові лише чотири дні. Черниця прибула сюди разом із літнім священиком, щоб евакуювати іншого священика, але виявила, що першими сюди прибули японці. Налякані тубільці, які привезли їх на острів, без попередження залишили острів, а священик незабаром помер.

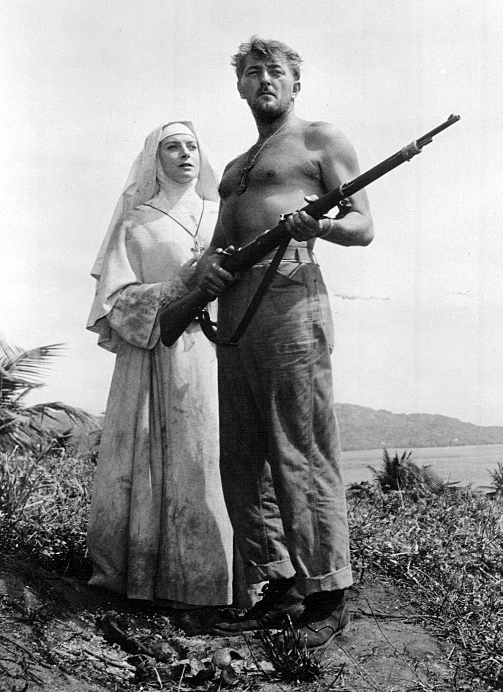
Роберт Мітчум з Деборою Керр у кадрі з фільму

Деякий час вони живуть на острові, але згодом туді прибуває загін японських військ задля створення метеорологічного табору. Це змушує Еллісона та Анжелу ховатись в печері. Їм доводиться харчуватись сирою рибою, щоб не привертати уваги японців. Через те, що Анжела не може їсти сиру рибу, Елліон пробирається у табір японців, щоб поцупити провіант. Тієї ж ночі вони спостерігають, як за горизонтом йде бій у морі.
Згодом, несподівано, японці залишають острів. Еллісон зізнається в коханні сестрі Анджелі, та пропонує їй одружитись. Вона показує йому свою обручку та пояснює, що це символ її майбутніх останніх святих обітниць. Пізніше, Еллісон напивається саке. Він каже, що вважає відданість Анжели клятвам безглуздою, оскільки вони застрягли на острові, «як Адам і Єва». Через сварку Анжела втікає та потрапляє під тропічний дощ, в результаті чого захворює. Японці несподівано повертаються, і тому Еллісон знову ховається разом с Анжелою в печері. Він знову пробирається в японський табір, щоб поцупити ковдри для Анжели, але його виявляє японський солдат, тому Еллісону приходиться його вбити. Пізніше, японці виявляють тіло свого солдата, та починають палити рослинність, щоб виявити диверсанта.
Коли японці вже практично виявили Еллісона та Анжелу в печері, американці починають атаку на острів, готуючись до висадки . Еллісон вважає, що висадка буде нелегкою, адже японці встановили на острові чотири гаубиці і добре сховали їх. Еллісон виводить всі гаубиці з ладу, але отримує поранення. Це дозволяє зберегти життя багатьом американським солдатам, а також прискорю. їх висадку на острів.
Еллісон примиряється з посвятою сестри Анджели Христу, хоча вона запевняє його, що буде завжди пам'ятати його.
Морські піхотинці евакуюють пораненого Еллісона та сестру Анжелу з острова.

## У ролях
| Актор         | Роль           |
| ------------- | -------------- |
| Дебора Керр   | сестра Анжела  |
| Роберт Мітчем | капрал Еллісон |

## Виробництво
Зйомки проходили в Тринідаді і Тобаго. Події фільму розгорталася пізніше ніж у романі, в якому Еллісон втік під час битви при Коррегідорі . У фільмі союзники ведуть наступ, а морські піхотинці США захоплюють острів.
Сценарій порівнює ритуали та Римо-Католицької Церкви та Корпусу морської піхоти Сполучених Штатів. Національний легіон порядності уважно стежив за зйомками фільму через свого представника на знімального майданчику. Через це Керр і Мітчем відмовились від сцений, в якій їхні герої пристрастно цілувалися.
Морська піхота надала війська фінальної висадки на острів. Шестеро японців, які живуть у Бразилії, зіграли деяких з головних японських персонажів, а китайці з пралень та ресторанів Тринідаду і Тобаго зіграли всіх інших японських солдатів.
Screen Archives Entertainment випустила фільм на Blu-ray 10 червня 2014 року.